# Clase aparte
Clase aparte es una serie de televisión colombiana producida por RTI Televisión en 1994. Tuvo dos temporadas, la primera se emitió en 1994 en el horario de los sábados por la tarde y la segunda se emitió en 1995 en el horario de los domingos por la tarde. Luego en 1996 se retransmitió desde la primera temporada en el horario vespertino de los lunes. En 2003 se retransmitió en un horario nocturno. La banda sonora en la primera temporada fue el tema La soledad interpretado por la cantante italiana Laura Pausini y en la segunda temporada fue el tema No quiero verte llorar de la banda española Mi chica.

## Sinopsis
Narra la vida y peripecias de cuatro adolescentes de clase alta del exclusivo colegio San Francisco de Bogotá viviendo  sus vidas opulentas y holgadas y viviendo además la cotidianidad de sus familias, el colegio, amigos, etc; todo aquello que los hace sentir Clase Aparte.

## Elenco
- Susana Torres .... Valentina Uribe
- Sandra Reyes .... María José Ricaurte
- Martín Bejarano .... Juan Camilo
- Naren Daryanani .... Andrés Angulo
- Tania Robledo .... Manuela Mejía
- Alejandro Buenaventura.... McKenzie
- Roberto Cano .... Ricardo "Richard" Sarmiento
- John Mario Rivera .... Julio
- Diana Ángel .... Carlota
- Juan Ángel .... Christian
- Luis Alberto García .... Alberto Ricaurte
- Margalida Castro .... Teresa de Ricaurte
- Gerardo Calero .... Eduardo Mejía
- Ana María Martín .... María Helena de Mejía
- Martha Liliana Ruiz ....Sofía
- Bernardo González
- Andrés Felipe Ospina
- Rosemary Bohórquez .... Estrella
- Maribel Abello .... Angélica
- Jorge Cárdenas .... Ernesto Rico "Rico Perico"
- Germán Ortiz